# پترلیک
پترلیک (به بلغاری: Petrelik) یک منطقهٔ مسکونی در بلغارستان است که در شهرستان هاجیدیموفو واقع شده‌است.